# Dere acaciae
Dere acaciae är en skalbaggsart som beskrevs av Gardner 1939. Dere acaciae ingår i släktet Dere och familjen långhorningar. Inga underarter finns listade i Catalogue of Life.